# Heliconia abaloi
Heliconia abaloi är en enhjärtbladig växtart som beskrevs av G.Morales. Heliconia abaloi ingår i släktet Heliconia och familjen Heliconiaceae. Inga underarter finns listade.